# Gilberto García Roa
Gilberto García Roa (* 19. August 2000 in Tlaquepaque, Jalisco) ist ein mexikanischer Fußballspieler, der vorwiegend im defensiven Mittelfeld agiert.

## Leben
García Roa erhielt seine fußballerische Ausbildung im Nachwuchsbereich des Club Deportivo Guadalajara, bei dem er auch seinen ersten Profivertrag erhielt, aber während seiner langjährigen Vereinszugehörigkeit nur zu einem 13-minütigen Einsatz in der höchsten mexikanischen Spielklasse kam, als Guadalajara am 9. Juli 2022 sein Heimspiel gegen Atlético San Luis 0:1 verlor. In der Regel spielte García für den Club Deportivo Tapatío, das Farmteam von Guadalajara, mit dem er in der Saison 2022/23 die Zweitligameisterschaft der Liga de Expansión MX gewann. 